# Гуннар Марклунд
Гуннар Марклунд (фін. Gunnar Marklund, 1892–1964) — фінський ботанік (тараксолог і ранункулолог).

## Біографія
У 1920—1941 роках працював учителем. У 1937 році отримав ступінь доктора філософії. З 1941 по 1959 рік був куратором Ботанічного музею Гельсінського університету.

## Наукова робота
Гуннар Марклунд спеціалізувався на двох складних апоміктичних групах, роду Taraxacum (кульбаби) і групі Ranunculus auricomus (жовтець). Він опублікував чотири монографії, в яких описав близько двох сотень нових видів, серед яких, наприклад, Ranunculus mendax (Markl.) Ericsson, а також кілька менших статей.

## Основні праці
- Die Taraxacum-Flora Estlands (1938)[8]
- Die Taraxacum-Flora Nylands (1940)[9]
- Outlines of evolution in the pseudogamous Ranunculus auricomus group in Finland (G. Marklund & A. Rousi, 1961)[10]
- Der Ranunculus auricomus-Komplex in Finnland 1 (...) R. auricomus L. coll. (s.str.) (1961)[11]
- Der Ranunculus auricomus-Komplex in Finnland 2 (...) R. fallax (W & Gr.) Schur, R. monophyllus Ovcz. und R. cassubicus L. (1965, posthumous work)[12]